# Microso
El microso inclou tots els sons de l'escala de temps més curts que les notes musicals, l'escala de temps de l’objecte de so i més llargs que l'escala de temps del sample. Concretament, és inferior a una dècima de segon i superior a 10 mil·lisegons, que inclou part del rang de freqüència d’ àudio (20 Hz a 20 kHz), així com una part del rang de freqüències infrasòniques (per sota de 20 Hz, ritme).
Aquests sons inclouen fenòmens d'àudio transitoris i són coneguts a l'acústica i de processament de senyal per diversos noms, incloent partícules de so, acústica quàntica, àtom de Sonal, gra, Glisson, grainlet, trainlet, microarc, wavelet, chirplet, placa de fibra òptica, àtom de temps-freqüència, prémer, impuls, toneburst, ton pip, píxel acústic i altres. En el domini de la freqüència es poden anomenar nucli, inici de sessió i marc, entre d'altres.
El físic Dennis Gabor va ser un pioner important en el micro sons. El micromuntatge és un muntatge musical amb microsons.
El microtemps és el nivell de " sintaxi " sonora o auditiva o la "distribució variable del temps de ... energia espectral".

## Llista d’artistes del microso
- Curtis Roads
- Karlheinz Stockhausen
- Ryoji Ikeda
- Richard Chartier
- Alva Noto
- Bernhard Günter
- miqraw